# Marie Marvingt
Marie Marvingt (født 20. februar 1875 i Aurillac, død 14. december 1963 i Laxou (en)) var en fransk kamppilot, sportsudøver og opfinder af en luftambulance.

## Sport
Som sportsudøver dyrkede hun flere flere sportsgrene: ridning, bjergbestigning (hvor hun besteg flere toppe i Frankrig og Schweiz som den første kvinde), kano, svømning, cykling og vintersport. I 1906 deltog i en svømmekonkurrence for amatører i Seinen, hvor hun gennemførte de 12,5 km på fire timer og ti minutter, hvorved hun kappede en time og ti minutter af en professionel svømmers tid på samme strækning et par uger tidligere. Et par år senere kørte hun samme rute som herrerne kørte i Tour de France i  1908 - en rute på 4.448 km - dog udenfor konkurrence. Hun vandt tyve medaljer i vintersportsgrene. Hun modtog som den eneste nogensinde en guldmedalje i "alle sportsgrene" af det franske sportsakademi.
Derudover fløj hun i 1909 i luftballon mellem Frankrig og England i 14 timer sammen med en ven. Året efter fløj hun alene i et monoplan - også som første kvinde.
Som 86-årig cyklede hun 280 km mellem Nancy og Paris med 14 kg på ryggen.

## Militær
Under 1. verdenskrig deltog hun først som feltsygeplejerske, men siden som kamppilot (som den første kvinde). Hun nåede også at kæmpe en måned forklædt som en mand. Da hun blev afsløret efter en måned, blev hun skarpskytte på ski i Alperne.